# Pinhal Novo
Pinhal Novo es una freguesia portuguesa del Concelho de Palmela, con 55,84 km² de superficie y 20.993 habitantes (2001). Su densidad de población es de 375,9 hab/km².
En el ámbito de la organización administrativa del Estado portugués, fue elevada al estado de freguesia el 10 de febrero de 1928.
Cuenta con una dimensión urbana y de servicios, industria transformadora relacionada con los cables eléctricos y electrodos (Electro-Arco) y mecánica automotriz. Es centro ferroviario. A pesar de eso, tiende al aumento significativo de actividades comerciales e industriales debido a los proyectos que se van instalando en los alrededores, como son la Plataforma Logística do Poceirão, el Transporte de Alta Velocidad (T.G.V.), con la consecuente conexión por el puente a Lisboa (Chelas-Barreiro) y a Madrid, y el futuro Aeropuerto Internacional de Lisboa en la zona del Campo de Tiro de Alcochete.

## Património
- Igreja e Capela de São José de Pinhal Novo
- Torre da Estação Ferroviária de Pinhal Novo|Torre de señalización y maniobra de la Estación Ferroviaria de Pinhal Novo
- Estação Ferroviária de Pinhal Novo
- Herdade e Palácio de Rio Frio
- Busto de José Maria dos Santos
- Coreto da Vila de Pinhal Novo - Construido en 1927, para uso de la Sociedade Filarmónica União Agrícola (fundada en 1896), fue construido con mármol, piedra de lioz y hierro, con una decoración típica de la época.
- Edifício/Casa Santa Rosa
- Fontanário (Fonte do Largo José Maria dos Santos, junto al antiguo cuartel de la GNR)
- Pozo (lugar donde los antiguos habitantes do Pinhal Novo se abastecían de agua, junto al triângulo de los pinos en el centro de la localidad)

## Rádio a Diarios locales/regionales
- Rádio: Popular FM, 90.9Mhz
- Jornal do Pinhal Novo
- Notícias Populares
- Impacto da Região
- Gazeta de Palmela

## Grupos de cultura, deportes y recreo
- Sociedade Filarmónica União Agrícola (1896)
- Clube Desportivo Pinhalnovense (1948)
- Associação Humanitária dos Bombeiros Voluntários de Pinhal Novo (1951)
- Associação Académica Pinhalnovense
- Pluricoop
- Acção Teatral Artimanha - "ATA"
- Rancho Folclórico "Os Rurais" da Lagoa da Palha e Arredores
- Grupo Folclórico "Danças e Cânticos" dos Olhos de Água
- Rancho Folclórico da Casa do Povo de Pinhal Novo
- Rancho Folclórico da Herdade de Rio Frio
- Rancho Folclórico Regional da Palhota e Venda do Alcaide
- Círios da Carregueira
- Círios dos Olhos de Água
- Clube Desportivo os "Alcaides"
- Grupo Desportivo da Lagoa da Palha
- Grupo Desportivo de Rio Frio
- Grupo Desportivo de Valdera
- União Desportiva da Palhota
- Sociedade Columbófila de Pinhal Novo
- Motoclube de Pinhal Novo - Grupo de Motars de Pinhal Novo
- Centro de Paraquedismo Lavos, Lda.
- Clube Todo-o-Terreno de Pinhal Novo
- Clube de Praticantes de BTT Tascaduxico
- Associação dos Reformados Pensionistas e Idosos de Pinhal Novo
- Associação Juvenil C.O.I.
- Associação Juvenil "Odisseia"
- Associação de Marchas "Os Martelos"
- Corpo Nacional de Escutas - Agrupamento 643 - Grupo de Escuteiros e Amigos do Centro Paroquial São José de Pinhal Novo (Centro Social e Paroquial de Pinhal Novo)
- Grupo do Sarrafo "Bardoada"
- Grupo Coral Polifónico da S.F.U.A.
- Grupo Coral da Pluricoop
- Grupo Coral da A.R.P.I.
- Grupo Carnavalesco "Os Amigos de Baco"
- Núcleo de árbitros de futebol de Pinhal Novo
- Associação para a Elevação do Pinhal Novo a Concelho
- Associação de Dadores Benévolos de Sangue de Pinhal Novo
- Associação Sol Nascente - Recuperação de Toxicodependentes
- Associação Festas Populares de Pinhal Novo - Desenvolvimento e Cultura Local
- Associação Amigos da Festa Brava de Pinhal Novo
- Associação de Cavaleiros da Lagoa da Palha
- Associação de Moradores e Amigos da Venda do Alcaide
- Associação de Moradores do Bairro do Pinheiro Grande
- Associação de Moradores da Quinta do Sobral/Quinta do Canastra
- Associação de Moradores e Proprietários do Bairro da Cascalheira
- Associação de Regantes da Fonte da Vaca/Carregueira
- Comissão de Moradores da Fonte da Vaca
- Comissão de Moradores da Lagoa da Palha
- Comissão de Moradores do Terrim
- Comissão de Moradores do Vale da Vila
- Comissão de Moradores do Aceiro do Marcolino
- Comissão de Moradores de Arraiados/Valdera
- Comissão de Moradores do Bairro Farias
- Comissão de Moradores do Bairro Mesquita
- Comissão de Moradores dos Olhos de Água
- Comissão de Jovens do Rancho Folclórico da Lagoa da Palha
- Cooperativa Cultural PIA - Proyecto de Intervención Artística, Crl.

## Agrupamientos Sociales / Servicios Públicos
- Escola 2º/3º Ciclos José Maria dos Santos (antigua Escuela Preparatoria) - com Pavilhão Gimnodesportivo
- Escola Secundária com 3º Ciclo do Ensino Básico - sem Pavilhão Gimnodesportivo
- Rede de Escolas Básicas do 1º Ciclo do Ensino Básico
- Fundação COI
- Polidesportivos descobertos
- Parque de Campismo e Caravanismo Vasco da Gama (com Bar/Restaurante/Salão e Piscina)
- Pavilhão Desportivo Municipal (Apoia a Escola 2º/3º Ciclos José Maria dos Santos e a Comunidade Local)
- Piscina Municipal (coberta)
- Campo de Jogos Santos Jorge (Clube Desportivo Pinhalnovense)
- Junta de freguesia (con apoyo de Internet)
- Gabinete do Pinhal Novo
- Biblioteca e Auditório Municipal
- Cartório Notarial
- Centro de Saúde - Rua Zeca Afonso
- Cemitério do Alto da Cascalheira
- Cemitério do Terrim
- Estação de Correios(2)
- Farmácias (4)
- Instituições Bancárias(12)
- Mercado Municipal com loja dos CTT

## Agrupamientos Privados/Infantiles
- Fundação COI
- Colegio "O Mundo da Criança"
- Nova Árvore
- Pim-Pam-Pum
- Sonho de Criança - Jardín de Niños, Lda.
- Atelier Infantil - Jardín de Niños, Lda.
- Pinheirinho Novo - Actividades Educativas Unipersonales, Lda.
- Smart and Happy Kids - Centro de Actividades de Tiempos Libres
- Colégio do Pinhal
- Centro de Explicações Mestre Lápis
- Espaço Q.I. - Centro de Explicações e Formação

## Centros Comerciales, Hipermercados/Supermercados
- Centro Comercial Dovari
- Centro Comercial Pinô
- Centro Comercial dos Mochos
- Centro Comercial Sul Ponte
- Pluricoop (2)
- Pingo Doce
- Minipreço
- Modelo
- Intermarché
- Aldi
- Lidl
- Supermercado "Os Retornados"

## Ferias, fiestas, mercados y romerías
- Pasaje de Año y Conmemoraciones del Día de Año Nuevo, con salutaciones por la Banda Filarmónica da Sociedade Filarmónica União Agrícola (1 de Janeiro)
- Cantar Janeiras (6 de Janeiro)
- Conmemoraciones de los Aniversarios de Promoción a Freguesia y a Villa (durante los meses de febrero y marzo)
- Corso Carnavalesco (Martes de Carnaval)
- Entierro del Bacalao (Miércoles de Ceniza)
- Procesión del Señor de los Passos (Domingo de Ramos)
- Conmemoraciones del 25 de Abril y del 1 de Mayo
- Conmemoraciones del Aniversario de la Associação Humanitária dos Bombeiros Voluntários de Pinhal Novo, con fanfarria de los Bomberos (1 de mayo)
- Mercados Mensais (2º domingo de cada mes)
- Feria de Mayo (2º domingo de mayo)
- Fiestas Populares (1ª quincena de junio)
- Marchas Populares (junio)
- FIG - Festival Internacional de Gigantes (julio)
- Noches de Verano (julio)
- Conmemoraciones del Aniversario del clube deportivo Pinhalnovense (5 de agosto)
- Romería al Santuário de Nossa Senhora da Atalaia-Círios da Carregueira e dos Olhos de Água (último fin de semana de agosto)
- Feria del Caballo - Hipolazer (fin de septiembre)
- Conmemoraciones del São Martinho (10/11 de noviembre)
- Conmemoraciones del Aniversario de la Sociedade Filarmónica União Agrícola con Banda Filarmónica y Grupo Coral Polifónico (6 de diciembre)

## Galería

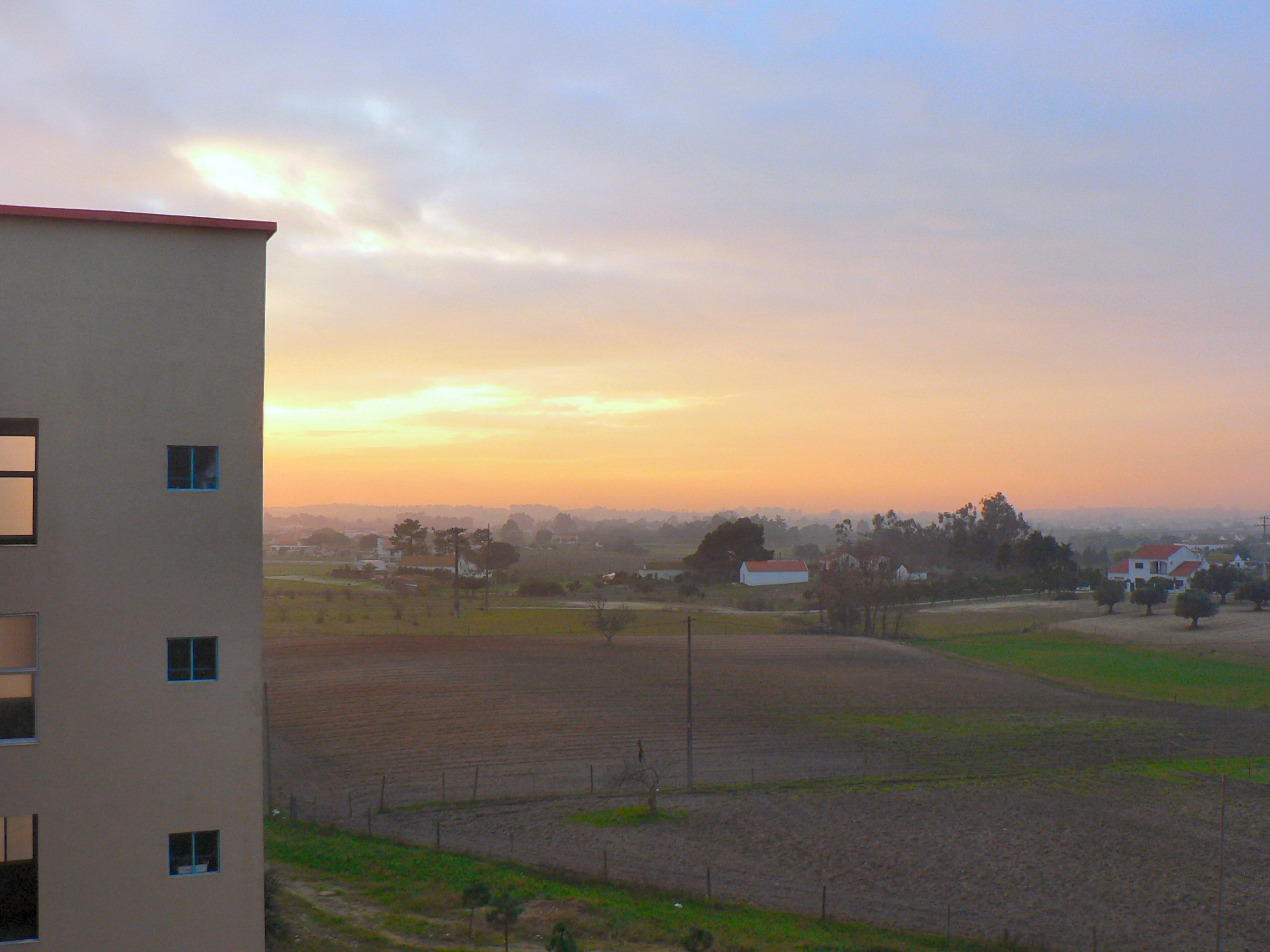
Vista de Pinhal Novo